# Teagenes z Megary
Teagenes (gr. Θεαγένης ὁ Μεγαρεύς VII wiek p.n.e.) – tyran Megary.
Był jednym z najstarszych znanych tyranów w starożytnej Grecji. Jako przywódca ludu wystąpił przeciwko oligarchii posiadaczy ziemskich. Podczas swoich tyrańskich rządów zbudował w Megarze słynny akwedukt i fontannę. Wsparł swojego zięcia Kylona podczas jego próby przewrotu w Atenach.
Po jakimś czasie został wygnany przez Megaryjczyków, a w mieście przywrócono rządy arystokratów. 